# Sciara ornatula
Sciara ornatula är en tvåvingeart som beskrevs av Frederick Askew Skuse 1888. Sciara ornatula ingår i släktet Sciara och familjen sorgmyggor. Inga underarter finns listade i Catalogue of Life.